# Faccio saltare la banca
Faccio saltare la banca (Faites sauter la banque!) è un film del 1964 diretto da Jean Girault.
Si tratta di una commedia con protagonista Louis de Funès.

## Trama
Victor Garnier, un modesto commerciante di articoli di caccia e pesca, viene convinto dal direttore della banca situata di fronte al suo negozio, ad investire tutti i suoi risparmi in azioni petrolifere in Tangana. Grande fregatura. Quando tali azioni precipitano e perdono qualsiasi valore, la famiglia Garnier è rovinata. Victor decide quindi di vendicarsi e riprendersi il denaro perduto: con tutta la famiglia (moglie e tre figli) scava un tunnel che dovrebbe portare alla volta della filiale della banca che lo ha rovinato. Nel mentre, sua figlia Isabelle viene corteggiata da Philippe, un giovane tirocinante della banca stessa. Iniziano le complicazioni e nulla va come pianificato.

## Distribuzione
Presentato in altri paesi coi seguenti titoli: Doe de bank springen (Belgio); El gran golpe (Spagna); Spaste tis trapezes e successivamente To megalo kolpo tou Louis de Funès (Grecia); Robbantsunk bankot! (Ungheria); Napad na bank (Polonia); Balduin, der Geldschrank-Knacker (Germania); Rob the Bank (titolo internazionale inglese).

## Accoglienza

### Critica
Commedia leggera che viene animata dall'energica e tipicamente eccentrica performance di Louis de Funès, nel momento in cui l'attore stava appena cominciando a raggiungere la celebrità in Francia. Il film è diretto da Jean Girault, il cui più memorabile successo di collaborazione con de Funès, la serie dei Gendarme, stava per coronarsi. Sebbene abbastanza modesto rispetto alle successive stravaganze comiche di de Funès, il film è molto divertente, soprattutto grazie alla sceneggiatura (che consiste quasi esclusivamente di una lunga serie di battute a fuoco rapido e situazioni comico-farsesche) e alle incessanti folli prestazioni. Oltre a de Funès, da notare il poliziotto dispettoso interpretato da Georges Wilson e uno strano operaio stradale interpretato da Jean Lefebvre.
Originariamente uscita in bianco e nero, la pellicola è stata recentemente resa disponibile in una versione computerizzata a colori. È stata la seconda collaborazione tra Jean Girault e Louis de Funès dopo I tre affari del signor Duval. In tutto, la coppia collabora in 12 film: I tre affari del signor Duval del 1963, Faccio saltare la banca e Una ragazza a Saint-Tropez del 1964, Tre gendarmi a New York del 1965, Le grandi vacanze del 1967, Calma ragazze, oggi mi sposo del 1968, 6 gendarmi in fuga del 1970, Jo e il gazebo del 1971, Il gendarme e gli extraterrestri  del 1978, L'Avare del 1980, La Soupe aux choux  del 1981, e infine Le Gendarme et les gendarmettes del 1982.